# Metaldehyd
Metaldehyd je organická, heterocyklická sloučenina. Jedná se o cyklický tetramer acetaldehydu. Název IUPAC: 2,4,6,8-tetramethyl-1,3,5,7-tetroxokan.

## Použití
Používá se jako moluskocid.
Přípravky schválené Státní rostlinolékařskou správou: AZ Slug Pellets, Vanish Slug Pellets. Další obchodní značky metaldehydu: Antimilice, Ariotox, Cekumeta, Deadline, Halizan, Limatox, Limeol, Meta, Metason, Mifaslug, Namekil, Slug Death, Slug Fest Colloidel 25, Slugit, Slug-Tox.

## Toxicita
Po pozření může způsobovat otravy u koček, psů, ježků, apod.

## Podobné sloučeniny
- Acetaldehyd
- Paraldehyd